# Pinochet's Last Stand
Pinochet's Last Stand (nombre internacional) o Pinochet in Suburbia (nombre original en el Reino Unido) es una película dramática de 2006 sobre el entonces senador vitalicio Augusto Pinochet y los intentos de extradición de Reino Unido durante su visita a ese país en 1998 para recibir tratamiento médico. Fue escrita y dirigida por Richard Curson Smith. 
Pinochet fue interpretado por Derek Jacobi, Margaret Thatcher por Anna Massey y la esposa de Pinochet, Lucía Hiriart, por Phyllida Law, y en el reparto también figuran Peter Capaldi, Pip Torrens y Jessica Hynes. Se estrenó en marzo de 2006 en BBC Two y en septiembre de 2007 en Estados Unidos en HBO.